# Бразильский этап FIA WTCC
Бразильский этап FIA WTCC — одно из официальных соревнований WTCC, со дня учреждений проводящееся на Autódromo Internacional de Curitiba, неподалёку от города Куритиба в бразильском штате Парана.

## История
Этап был впервые проведён в 2006, на второй год проведения возрождённой серии. За исключением дебютного этапа (Тогда соревнование значилось пятым в календаре и прошло в июле) бразильский этап неизменно открывает сезон.
В 2008-10 годах первую гонку неизменно выигрывал Иван Мюллер, а вторую — Габриэле Тарквини.

## Победители прошлых лет
| Сезон | Пилот                       | Конструктор | Трасса   | Статья |
| ----- | --------------------------- | ----------- | -------- | ------ |
| 2010  | Гонка 1 : Иван Мюллер       | Chevrolet   | Куритиба | Статья |
| 2010  | Гонка 2 : Габриэле Тарквини | SEAT        | Куритиба | Статья |
| 2009  | Гонка 1 : Иван Мюллер       | SEAT        | Куритиба | Статья |
| 2009  | Гонка 2 : Габриэле Тарквини | SEAT        | Куритиба | Статья |
| 2008  | Гонка 1 : Иван Мюллер       | SEAT        | Куритиба | Статья |
| 2008  | Гонка 2 : Габриэле Тарквини | SEAT        | Куритиба | Статья |
| 2007  | Гонка 1 : Йорг Мюллер       | BMW         | Куритиба | Статья |
| 2007  | Гонка 2 : Августо Фарфус    | BMW         | Куритиба | Статья |
| 2006  | Гонка 1 : Хорди Жене        | SEAT        | Куритиба | Статья |
| 2006  | Гонка 2 : Энди Приоль       | BMW         | Куритиба | Статья |